# Gerardo Alimane Alminaza

Bischofswappen von Gerardo Alimane Alminaza

Gerardo Alimane Alminaza (* 4. August 1959 in San Jose) ist Bischof von San Carlos auf den Philippinen.

## Leben
Gerardo Alimane Alminaza empfing am 29. April 1986 die Priesterweihe.
Papst Benedikt XVI. ernannte ihn am 29. Mai 2008 zum Titularbischof von Maximiana in Byzacena und Weihbischof in Jaro.
Der Apostolische Nuntius auf den Philippinen, Edward Joseph Adams, spendete ihm am 4. August desselben Jahres die Bischofsweihe; Mitkonsekratoren waren Vicente Macanan Navarra, Bischof von Bacolod, und Angel N. Lagdameo, Erzbischof von Jaro. Die Amtseinführung im Erzbistum Jaro fand am folgenden Tag statt.
Papst Franziskus ernannte ihn am 14. September 2013 zum Bischof von San Carlos. Am 18. November desselben Jahres wurde Alminaza in das Amt eingeführt.